# Aleksandr Romanovič Lurija
Aleksandr Romanovič Lurija (in russo Александр Романович Лурия?; Kazan', 16 luglio 1902 – Mosca, 14 agosto 1977) è stato un medico, sociologo, psicologo ebreo sovietico, considerato il fondatore della neuropsicologia.

## Biografia
Luria nacque il 16 luglio 1902, da genitori ebrei a Kazan, un centro regionale a est di Mosca. Molti membri della sua famiglia erano in medicina. Secondo la biografa di Luria Evgenia Homskaya, suo padre, Roman Albertovich Luria era un terapista che "lavorò come professore all'Università di Kazan; e dopo la Rivoluzione russa, divenne fondatore e capo del Kazan Institute of Advanced Medical Education". Due monografie degli scritti di suo padre furono pubblicate in russo con i titoli, Malattie dello stomaco e dell'esofago (1935) e Uno sguardo interno alla malattia e alle malattie gastrogeniche (1935). Sua madre, Evgenia Viktorovna (nata Khaskina), divenne una dentista praticante dopo aver terminato il college in Polonia. Luria era uno dei due figli; sua sorella minore Lydia divenne una psichiatra praticante. 
Laureato in Scienze Sociali nel 1921 presso l'Università di Kazan' e in Medicina e Chirurgia nel 1936 presso l'Università di Mosca, si è principalmente dedicato nel corso della propria attività di medico e di ricercatore allo studio della psicoanalisi e dei disturbi neurologici. Nel 1922 incontrò Vygotskij e Leont'ev, con cui iniziò a collaborare dal 1923 presso l'Istituto di Psicologia dell'Università di Mosca, entrando a far parte del primo gruppo della cosiddetta Scuola storico-culturale, la quale introdusse, tra l'altro, metodi razionali nella ricerca sperimentale sui processi psicodinamici e le emozioni. Negli anni '30, alcuni suoi lavori sullo sviluppo dei processi cognitivi vennero pubblicati e resi noti, tranne alcuni su ricerche, condotte da una prospettiva multiculturale, riguardanti i processi cognitivi, svolti durante due spedizioni in Uzbekistan, i quali rimasero inediti fino al 1974.
Discepolo e collaboratore di Lev Vygotskij fu tra i fondatori, nonché uno dei maggiori esponenti, della scuola storico-culturale e della neuropsicologia sovietica oltreché uno dei principali ricercatori della teoria dell'attività. Ha insegnato neuropsicologia all'università di Mosca e fu membro dell'Accademia Sovietica di Scienze Pedagogiche. È conosciuto soprattutto per le sue ricerche sui meccanismi della memoria collegata al linguaggio, condotte coi metodi della psicologia storico-culturale di Lev Vygotskij.
In particolare, ne "Le funzioni corticali superiori dell'uomo", tratta delle relazioni tra le funzioni del linguaggio e della memoria ed i meccanismi cerebrali, alla luce delle modificazioni psichiche causate da lesioni del cervello. Dai suoi studi su pazienti cerebrolesi, scaturirono ulteriori studi finalizzati ad affinare la tecnica diagnostica e la valutazione delle tensioni emotive; sulla base di essi, Charlie J.Golden ricavò un test, poi denominato Lurija-Nebraska Neuropsychological Battery (LNNB), sopra cui si aprì, tra i neuropsicologi, un ampio dibattito. Uno dei suoi casi clinici più celebri, è quello di Solomon Šereševskij, persona dotata di una memoria fuori dal comune.

## Carriera e ricerca
Con la sua prima laurea cominciò a lavorare coi bambini e con le comunità primitive dell'Asia centrale.
Dopo essersi laureato anche in Medicina e Chirurgia nel 1936 all'Università di Mosca, Lurija iniziò quindi a lavorare all'Istituto di Neurochirurgia di Mosca, con studi sul trauma cranico e sugli esiti di lesioni del tessuto cerebrale; durante la seconda guerra mondiale, molto contribuirono alle sue ricerche le varie esperienze maturate da Lurija all'ospedale neurochirurgico degli Urali. Dopo la guerra, ritornò all'Istituto di Neurochirurgia e, a partire da 1950, pubblicò alcuni lavori sui disturbi della scrittura. Dal 1953 al 1959 fu allontanato dall'Istituto per dissensi sorti coi colleghi della dominante corrente di Pavlov, quindi lavorò presso l'Istituto di Difettologia conducendo ricerche sul ritardo mentale nei bambini. Nel 1960, ebbe la direzione del Laboratorio di Neuropsicologia dell'Istituto di Neurochirurgia, ritornando ad occuparsi delle disfunzioni psichiche in pazienti cerebrolesi, con una particolare attenzione per la memoria, il linguaggio e le aprassie correlate.
Da tale esperienza, con la pubblicazione di una serie di monografie tratte dall'osservazione di pazienti colpiti da afasia, aprassia, malattia di Parkinson oppure affetti da disturbi motori e delle funzioni superiori, in particolare di lesioni cerebrali riportate da reduci di guerra, tra il 1962 e il 1973 prese corpo la sua fondamentale teoria sistematica delle funzioni cerebrali nella quale formula l'ipotesi secondo cui le funzioni cerebrali superiori sono processi derivanti dalla interconnessione di sistemi che investono più aree funzionali cerebrali, anche molto diverse per caratteristiche e localizzazione, superando così la teoria meccanicistica della localizzazione delle funzioni in aree cerebrali specifiche.

## Pensiero
La sua teoria comportò una radicale revisione del concetto di sintomo: per essa i disturbi del comportamento non sono sintomi di disfunzioni o danni riguardanti precise aree della corteccia cerebrale, ma devono essere considerati esiti disfunzionali di processi funzionali integrati di aree cerebrali ad essi connesse.
Nell'analisi diagnostica, al sintomo si sostituì allora la sindrome, e mediante complessi esperimenti si riuscì a riferire diversi sintomi neurologici a sistemi funzionali interessanti aree corticali e sottocorticali connesse tra loro. L'architettura delle funzioni cerebrali, scoprì Lurija, consta di tre grandi sistemi o unità funzionali:
- il primo regola il ciclo sonno-veglia e modula l'attività corticale riguardante l'attenzione, la selezione delle informazioni e la percezione delle emozioni, e vi sono connesse la formazione reticolare della corteccia con le relative strutture sottocorticali;
- il secondo ha funzioni primarie nella percezione, nell'analisi e nella memoria, e vi sono interessate le cortecce temporali, parietali e occipitali;
- il terzo provvede alla regolazione, modulazione e controllo delle azioni volontarie, e interessa le aree corticali prefrontali e frontali, motorie, il cervelletto e i nuclei profondi.

Tali unità funzionali non sono determinate geneticamente; secondo Lurija, che in ciò segue le teorie di Vygotskij, esse sono ontogeneticamente costruite per la pressione dell'ambiente storico-culturale e perciò assumono caratteristiche differenti secondo i periodi e i contesti della storia e della società umana. Per tale ragione, sostiene Lurija, il linguaggio è la più importante funzione per la capacità che possiede fin dalla nascita dell'individuo, di formarne e regolarne i processi psichici in ogni aspetto, dai più evidenti, come il comportamento e l'espressione, a quelli che non si possono osservare, come il pensiero e la fantasia; perciò le ripercussioni sulla attività psichica generale conseguenti alla deprivazione delle relazioni, o alla perdita del linguaggio, possono essere vaste e distruttive.
Esaminando molte centinaia di pazienti cerebrolesi e diverse decine di categorie di sindromi, Lurija ricercò un modello diagnostico trasversale col quale misurare le componenti dei processi psicologici nei disturbi della scrittura, nella tensione emotiva nella disgrazia e nei processi di ristrutturazione che seguono a lesioni del tessuto cerebrale; poté sperimentare in tal modo strumenti e metodi che fossero utili alla riparazione delle funzioni danneggiate. In tale ricerca egli trascurò in buona parte il metodo clinico, in cui il singolo caso viene esaminato attraverso elementi individuali, e applicò il metodo statistico alla neuropsicologia per determinare se vi fossero, e quali fossero, gli aspetti comuni a più casi con lesioni simili.
Coniò il termine scienza romantica per definire la modalità di rapportarsi ai casi clinici con un approccio umano e individuale, distinguendola dalla scienza classica distaccata e impersonale.

## Opere
- con S. Vygotskij, La scimmia, l'uomo primitivo, il bambino, Giunti Editore, 1987  [1930], ISBN 88-09-20001-2.
- Neuropsicologia del linguaggio grafico, Padova, Messaggero, 1984  [1951].
- Linguaggio e comportamento, Roma, Editori Riuniti [1959], ISBN 88-359-0283-5.
- Il bambino ritardato mentale, Bologna, Zanichelli, 1978  [1960].
- Le funzioni corticali superiori dell'uomo, Firenze, Giunti-Barbera, 1967  [1962].
- Una memoria prodigiosa: viaggio tra i misteri del cervello umano, Milano, Arnoldo Mondadori Editore, 2002  [1968].
- Come lavora il cervello. Introduzione alla neuropsicologia, Bologna, Il Mulino, 1977  [1973], ISBN 88-15-71295-X.
- Neuropsicologia e neurolinguistica, Roma, Editori Riuniti, 1974  [1973].
- Storia sociale dei processi cognitivi, Firenze, Giunti-Barbera, 1976  [1974].
- Neuropsicologia della memoria. Disturbi nelle lesioni cerebrali localizzate, Roma, Armando, 1981  [1974].
- Corso di psicologia generale, Roma, Editori Riuniti, 1985  [1975], ISBN 88-359-4769-3.
- Problemi fondamentali di neurolinguistica, Roma, Armando, 1978  [1975].
- Linguaggio e sviluppo dei processi mentali nel bambino, Firenze, Giunti-Barbera, 1975.
- Uno sguardo sul passato, Firenze, Giunti-Barbera, 1983  [1976].
- Luciano Mecacci, Cervello e storia. Ricerche sovietiche di neurofisiologia e neuropsicologia, prefazione di Aleksandr Romanovič Lurija, Roma, Editori Riuniti, 1977, SBN SBL0591185.
- Autobiografia. Il farsi della mente, Roma, Armando, 1987  [1982].

Storie cliniche
- Un piccolo libro una grande memoria, prefazione di Jerome S. Bruner, Roma, Editori Riuniti, 1991  [1965], SBN RAV0159183.
- Aleksandr Romanovič Lurija, Viaggio nella mente di un uomo che non dimenticava nulla, a cura di Giuseppe Cossu, traduzione di D. Borlone, Roma, Armando, 2004, ISBN 88-8358-554-2. (altra edizione con una traduzione differente)
- Un mondo perduto e ritrovato, collana Filosofia. Opere varie, traduzione di Salvatore Arcella, prefazione di Oliver Sacks, Roma, Editori Riuniti, 2001  [1971], ISBN 88-359-5001-5.
- Un mondo perduto e ritrovato, collana Biblioteca Adelphi, traduzione di Mario Alessandro Curletto, prefazione di Oliver Sacks, postfazione di Luciano Mecacci, Milano, Adelphi, 2015, ISBN 978-88-459-3009-6.